# The Misadventures of Tron Bonne
The Misadventures of Tron Bonne, conhecido no Japão como Tron ni Kobun (トロンにコブン), é um jogo desenvolvido e distribuido pela Capcom para Playstation. Lançado no Japão em 1999 e na América do Norte e Europa em 2000, o jogo é parte da série Megaman Legends (Rockman Dash) e é o preludio do primeiro jogo. O jogo não foca nos personagens bonzinhos (Megaman Vollnut e Roll Caskett), o game foca em Tron Bonne, irmã da familia Bonne de piratas aéreos.
Distribuidora(a): Capcom
Plataforma(s):PlayStation,PlayStation Network